# Gusttavo Lima
Nivaldo Batista Lima (Presidente Olegário, 3 de setembro de 1989), mais conhecido pelo nome artístico Gusttavo Lima, é um cantor, compositor, produtor musical e empresário brasileiro.
Gusttavo Lima possui uma fortuna avaliada em mais de 1 bilhão de reais, consolidando-se como um dos artistas mais ricos do Brasil.

## Carreira musical

### 2009–10:Gusttavo LimaeInventor dos Amores
No final de 2008, a música "Revelação", de autoria própria, foi gravada pela dupla João Neto & Frederico, e assim ele foi apresentado para Marquinho, dono da Audiomix, a qual o cantor assinou contrato e produziu seus discos durante seis anos. Em 2009, Gusttavo já tinha várias canções em seu repertório, a maior parte de sua autoria, e atualmente carrega em sua bagagem mais de 150 composições. Foi lançado no mesmo ano o primeiro CD de sua carreira, intitulado Gusttavo Lima, contendo 24 faixas. A música que mais se destacou na época foi a romântica "Rosas, Versos e Vinhos", escrita por Ivan Medeiros e Paschoal. "No outro dia, a gente já estava dentro do estúdio gravando o CD. E a segunda música que eu gravei, assim, valendo, foi a 'Rosas, Versos e Vinhos'. Era uma música maravilhosa. E ela bateu o primeiro lugar de uma rádio. Eu chorei de emoção", ele conta.
Em 2010, Gusttavo assinou com a gravadora Som Livre, e neste mesmo ano lançou seu primeiro CD e DVD ao vivo, produzido pela Audiomix e intitulado Inventor dos Amores, que chegou a marca de 15.000 mil cópias vendidas. O show aconteceu no Sol Music Hall, em Goiânia, no dia 5 de abril de 2010, e trouxe as participações de Edson (da dupla Edson & Hudson), Guilherme & Santiago, Jorge & Mateus, Maria Cecília & Rodolfo e Humberto & Ronaldo. Teve alguns singles de sucesso, entre eles "Inventor dos Amores", que conta com a participação da dupla Jorge & Mateus, e atingiu a 24ª posição das músicas mais tocadas do Brasil.

### 2011–12:Gusttavo Lima e VocêeAo Vivo em São Paulo

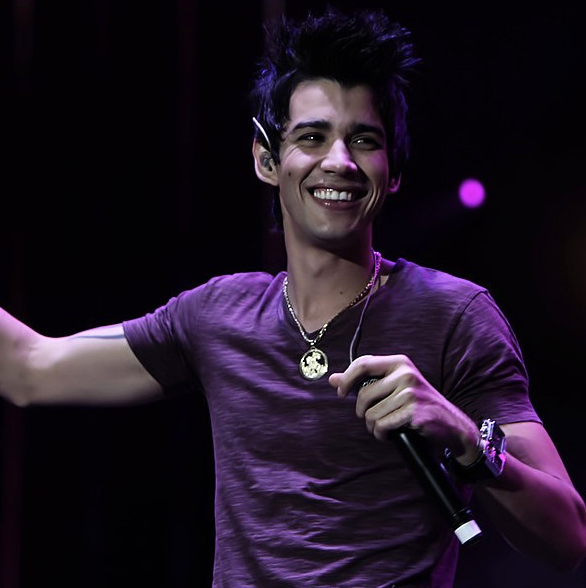
Gusttavo Lima em uma apresentação

Em 2011, Gusttavo lançou o single "Balada", que o próprio definiria de forma negativa, tendo inclusive se recusado   a gravá-la inicialmente, mas que também se tornou o maior sucesso de sua carreira, rendendo comparações com "Ai Se Eu Te Pego", de Michel Teló, por também ter feito sucesso fora do país. Alcançou a terceira posição da Billboard Brasil, além de ter entrado no Top 10 dos Países Baixos e da Bélgica e no ranking das 25 primeiras posições na França. A canção já chegou a ultrapassar mais de 7 milhões de visualizações na internet.
No mesmo ano, o cantor lançou o CD e DVD intitulado Gusttavo Lima e Você, que foi gravado em Patos de Minas, no dia 3 de junho durante o Fenamilho, com um público de 60 mil pessoas. O álbum chegou a sétima posição no CD - TOP 20 Semanal ABPD, e foi certificado com disco de platina pela ABPD por vendas superiores a 50 mil cópias.
Ainda em 2011, ele foi a terceira pessoa mais acessada da Google Brasil, ao lado de cantores como Luan Santana, Michel Teló e Paula Fernandes. O cantor chegou a receber em Amsterdã, na Holanda, um prêmio pela música "Balada". O prêmio foi entregue por Gerard Zwart, diretor da Top 40 Awards.

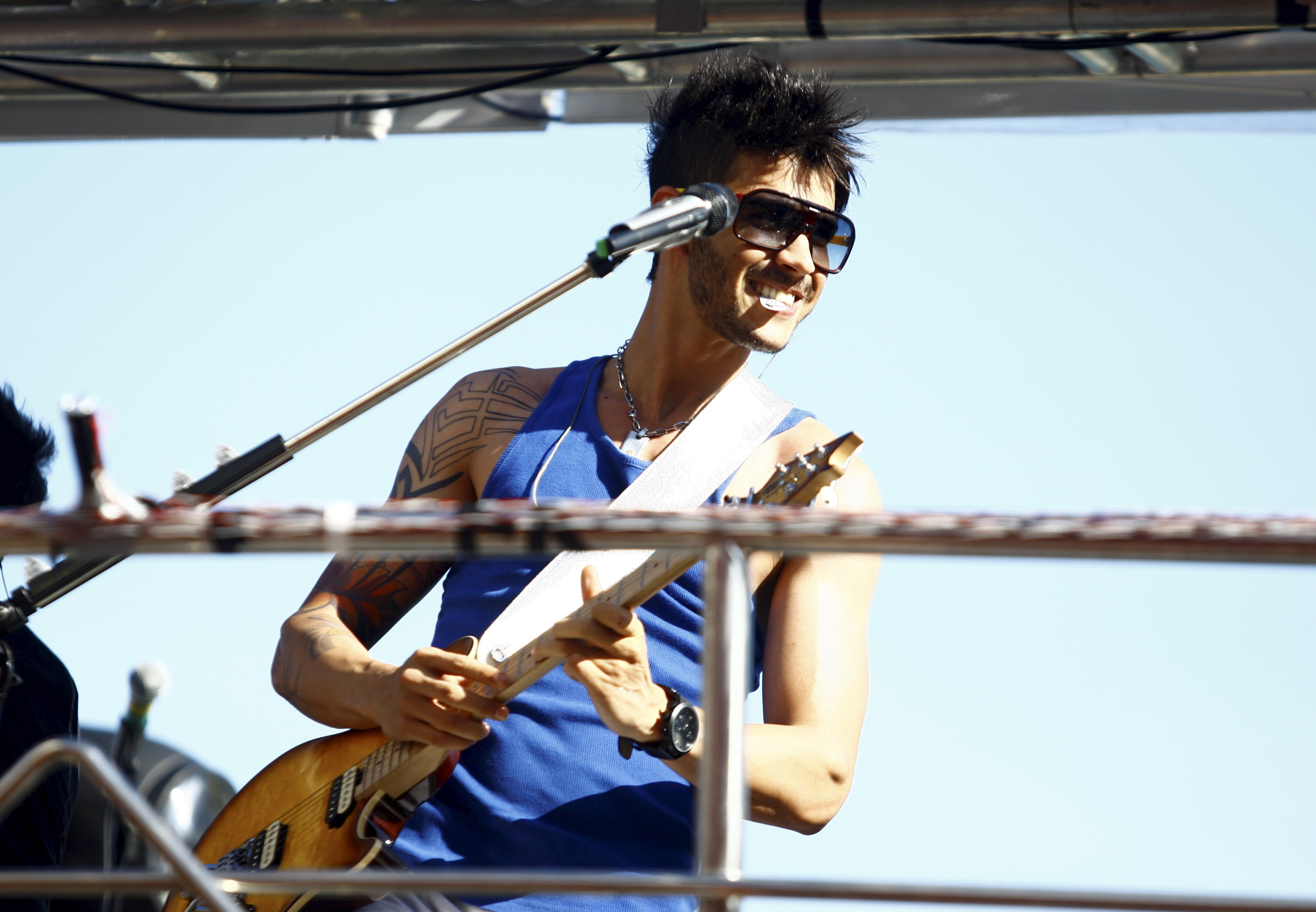
Gusttavo Lima no Bloco Fecundança no Circuito Dodô, Bahia, em fevereiro de 2012

Em janeiro de 2012, embarcou em sua primeira turnê internacional iniciando suas apresentações em Pompano Beach (Flórida), no dia 12. Na seqüência, ele fez shows em Atlanta (Geórgia), Newark (New Jersey) e finalizou a turnê em Revere (Massachusetts), no dia 15, domingo.
No mesmo ano, Gusttavo lançou seu terceiro DVD e quarto CD, Ao Vivo em São Paulo, gravado nos dias 28 e 29 de abril no Credicard Hall, em São Paulo, com a produção de Ivan Miyazato, que já trabalhou com Lima nos seus dois outros álbuns. Com um cenário moderno, utilizando uma megaestrutura e tecnologia de última geração, além de passarelas e esteiras rolantes que aproximavam o artista dos seus fãs, Gusttavo subiu ao palco através de um elevador central e mostrou toda sua versatilidade como músico, tocando guitarra, viola, violão, bateria e piano. O álbum contou com as participações especiais de Alexandre Pires, o jogador Neymar, Eduardo Costa e os irmãos Willian & Marcelo.
Com mais de 200 mil cópias vendidas e um disco de platina duplo, o trabalho – cuja direção é assinada por Anselmo Troncoso – consagrou como primeiro single a canção "Gatinha Assanhada", que alcançou a sétima posição nas paradas do país e fez parte da trilha sonora da novela Salve Jorge, da TV Globo. Possui um videoclipe da versão remixada que foi gravado em Ibiza (Espanha), onde o cantor aparece num barco ao lado de mulheres. O repertório mescla o sertanejo de moda de viola, romântico e universitário. O cantor divulgou seu trabalho no palco do Domingão do Faustão, onde interpretou os sucessos "Balada" e "Gatinha Assanhada" e aproveitou para comentar sobre sua turnê pela Europa, onde passou por países como Suíça, Holanda, Bruxelas, Inglaterra e França.

### 2013–15:Do Outro Lado da MoedaeButeco do Gusttavo Lima
No dia 25 de março de 2013, durante uma apresentação na cidade de Iperó, São Paulo, ele disse que talvez aquele show poderia ser uma das últimas apresentações dele. Um dia após, ele se reiterou no seu Facebook oficial e disse: 
| “ | Aos meus fãs, jamais vou deixar vocês, e, aos que não gostam do Gusttavo Lima, ééé vão ter que me aturar por muitos e muitos anos. | ” |

Ainda em 2013, fez participação no reality show do Domingão do Faustão Dança dos Famosos, indo para a repescagem logo na primeira semana, e participou da novela Amor à Vida interpretando ele mesmo, contracenando com a atriz Tatá Werneck (a Valdirene).

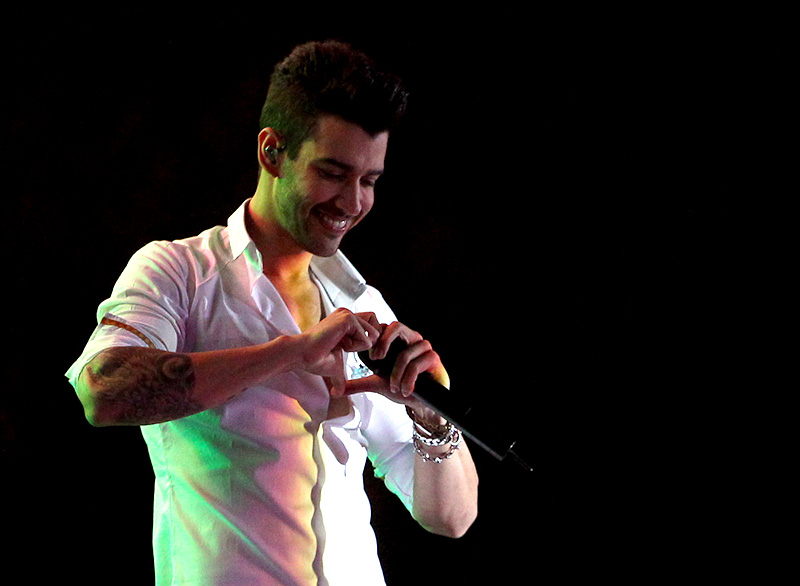
Gusttavo Lima na FIFA FanFest em 2014

Em 2014, lançou seu segundo álbum de estúdio intitulado Do Outro Lado da Moeda, que possui parcerias com Zezé Di Camargo & Luciano e Filipe Duran. Zezé di Camargo, além de participar da canção que dá nome ao disco, também foi um dos responsáveis pela produção deste CD de Gusttavo Lima, ao lado do próprio Gusttavo Lima. Até por esse motivo, o disco conta com um repertório bastante eclético, mas com uma abertura maior à canções românticas, que são maioria no CD, mas sem deixar de lado as músicas mais agitadas. Os dois primeiros singles do álbum, "Diz Pra Mim" e "Fui Fiel", tiveram uma boa repercussão durante o ano de 2013, e mais de 50 milhões de visualizações no Youtube. O álbum vendeu mais de 50 mil cópias sendo certificado como disco de ouro, e também já alcançou a primeira posição da Billboard Brasil, liderando o ranking dos mais vendidos do país.
Em 2015, Gusttavo Lima lançou seu quarto álbum ao vivo intitulado Buteco do Gusttavo Lima. O projeto, que era um sonho de Gusttavo, contou com as participações de Leonardo, Jorge & Mateus, Zezé Di Camargo & Luciano, Bruno & Marrone e Seu Alcino (pai do cantor). A produção do álbum ficou por conta de Pinócchio, com quem o cantor faz questão de sempre entregar seus melhores projetos. O repertório é composto por 25 faixas, entre sucessos dos anos 1990 e dos anos 2000, com novos arranjos e pegada acústica, além de algumas músicas do próprio repertório do cantor. No mesmo ano, o cantor anunciou sua saída da Audiomix após 6 anos de parceria e abriu seu próprio escritório, o Balada Eventos. O CD/DVD Buteco do Gusttavo Lima foi lançado oficialmente no dia 24 de julho de 2015, pouco mais de um ano após sua gravação. No dia 2 de setembro, o cantor recebeu a imprensa e convidados para a coletiva de lançamento do seu DVD Buteco do Gusttavo Lima, no Clube A, em São Paulo. Na realidade, o DVD que havia sido gravado um ano antes, por questões de direitos e devido a saída do cantor da Audiomix, demorou quase um ano para sair.

### 2016–17:50/50eButeco do Gusttavo Lima Vol. 2
Em 2016, o cantor divulgou a música "Quem Vem de Longe", que entrou para a trilha sonora da novela das seis Êta Mundo Bom da TV Globo. No dia 18 de janeiro, foi divulgado o videoclipe da música no canal oficial do cantor no Youtube, que foi gravado em Dezembro  do ano anterior, na cidade cenográfica da novela, e contou com a participação da esposa do cantor, Andressa Suita.
No mesmo ano, foi lançado seu quinto álbum ao vivo, intitulado 50/50. O cantor e a equipe escolheram Caldas Novas (GO) como palco do espetáculo, e a gravação ocorreu nos dias 25 e 26 de março. O álbum contou com a produção de Dudu Borges e a direção de Raoni Carneiro e é composto de 50% de músicas românticas e 50% de músicas de balada, o que explica o título. A música eletrônica também teve destaque com as apresentações dos DJs Sabrina Tome, Euphoria Live, David Tort, Gusttavo Carvalho e Larissa Lahw.
O resultado do DVD foi a recompensa por mais de um ano de muito esforço, que envolveram audições com compositores em sua casa e músicas que chegavam a todo momento, até que as 21 faixas do repertório final fossem definidas. Na fase de produção, muitas noites em claro ao lado de Dudu Borges para que conseguisse imprimir sua marca no trabalho, como planejava. O show contou com alguns sucessos, mas também teve espaço para muitas inéditas. Dias antes, o sertanejo divulgou vídeos de algumas dessas músicas para os fãs aprenderem as letras antes do registro.
No dia 1 de setembro de 2017, Gusttavo lançou seu single "Eu Vou Te Buscar", que contou com a participação do rapper Hungria Hip Hop e da atriz Cléo Pires. A cidade escolhida para a gravação do single foi Pirenópolis, em Goiás A canção se tornou um sucesso, permanecendo 10 semanas não consecutivas no topo do Brasil Hot 100 Airplay e recebendo disco de platina triplo pela Pro-Música Brasil. No dia 3 de outubro, o cantor gravou a segunda edição do projeto Buteco do Gusttavo Lima. A gravação, que pela primeira vez foi sem a presença do público, foi realizada no novo estúdio do cantor, o Studio Balada, em Goiânia (GO). O primeiro single, "Apelido Carinhoso", alcançou a 1ª posição do Brasil Hot 100 Airplay, permanecendo por três meses no topo. A canção também ganhou disco de diamante duplo pela Pro-Música Brasil.

### 2018–19:O EmbaixadoreO Embaixador in Cariri
Em 2018, o cantor anunciou sua volta ao escritório Audiomix, no qual o mesmo havia rescindido o contrato quatro anos antes. No mesmo ano, o cantor gravou seu sétimo DVD na Festa de Peão de Barretos (SP) nos dias 25 e 26 de agosto. A gravação contou com um cenário que remetia à Grécia Antiga, colunas que fazem referência a um imperador e ao título de Embaixador da Festa do Peão de Barretos, que o cantor carregava há dois anos, e foi recebido na arena com gritos de “Ôooo, o embaixador chegou” por todo um público que lotou a maior arena de rodeio da América Latina. Gusttavo rapidamente retribuiu o carinho fãs. "Se fosse pra enterrar minhas cordas vocais em algum lugar, com toda certeza eu escolheria a arena de Barretos", declarou. No total, foram quase três horas de gravação, que contou com músicas inéditas e alguns sucessos já conhecidos pelo público, como "Zé da Recaída", que Gusttavo Lima lançou como parte do repertório do novo DVD, sendo o primeiro single do projeto.
Com 19 músicas, sendo 12 inéditas na voz do cantor mineiro, o álbum ao vivo O Embaixador se refere no título ao fato de o artista ter sido eleito por dois anos consecutivos o embaixador da festa, evento tradicional no calendário sertanejo. No repertório inclui músicas românticas, como "Respeita o Nosso Fim" e "DNA", e canções que falam de amor e de família, como "Carrinho Na Areia", marcam o repertório que reflete a atual fase de Gusttavo Lima.
Em dezembro de 2021, a van que carregava parte de sua equipe se envolveu em um acidente voltando de um show, o cantor não estava no veículo e não houve vítimas fatais
Em 2024, lançou o álbum Paraíso Particular, gravado em sua residência no município de Bela Vista de Goiás (GO). O projeto contou com participações de cantores como Ana Castela, Murilo Huff, Wesley Safadão, Maiara & Maraisa, além de outros.

## Carreira política
No dia 2 de janeiro de 2025, o cantor Gusttavo Lima anunciou sua intenção de se candidatar à presidência do Brasil nas eleições de 2026. Embora ainda não esteja filiado a nenhum partido, a decisão marca sua possível estreia na política. O artista, conhecido por seu apoio ao ex-presidente Jair Bolsonaro (PL), tem mantido diálogo com grupos políticos para definir um partido alinhado aos seus planos.
Anteriormente, Gusttavo Lima havia demonstrado interesse em ingressar na vida política, revelando em conversas com Bolsonaro que considerava disputar uma vaga no Senado pelo estado de Goiás em 2026. De acordo com informações, ele já negocia com três partidos políticos: o Partido Liberal (PL), o Progressistas (PP) e o União Brasil (UNIÃO), avaliando qual melhor se encaixa em seus objetivos. A decisão do cantor segue em fase de planejamento, sinalizando sua entrada na política como uma possibilidade concreta.

## Vida pessoal
Em agosto de 2012, o cantor começou a namorar a atriz e modelo Andressa Suita, com quem se casou no civil em sua residência no dia 15 de dezembro de 2015 e no dia 16 de outubro de 2016, na fazenda do cantor na cidade de João Pinheiro, em Minas Gerais, onde foi realizado um casamento religioso. Nessa mesma ocasião, Gusttavo cantou um de seus sucessos, "60 Segundos", ao vivo, enquanto a noiva entrou acompanhada por seu pai. No dia 28 de junho de 2017, nasceu o primeiro filho do casal, um menino chamado Gabriel. No dia 24 de julho de 2018, nasceu o segundo filho, outro menino, chamado Samuel. Em 9 de outubro de 2020, Gusttavo e Andressa anunciam a separação depois de 5 anos juntos (2015-2020), negando qualquer especulação de traição, o cantor garantiu que a decisão partiu dele mesmo, Gusttavo declarou o seguinte:
"Do mesmo jeito que entrei no relacionamento, eu quis sair pela porta da frente, “Temos dois filhos para criar pelo resto da vida. Nossa relação sempre foi muito tranquila. E nada pode afetar na criação dos nossos filhos. Mas, infelizmente, foi melhor dessa forma”. Ele ainda frisou que continuará a amizade com Andressa. “Temos um propósito maior do que tudo, que é criar dois filhos que será repleto de muito amor e dedicação. Amizade prevalece acima de tudo.” 
Em 2022, Gusttavo e Andressa reataram a relação.

## Controvérsias

### Direito autoral
Em março de 2017, o compositor André Luiz Gonçalves, criador da música Fora do Comum, iniciou um processo na 30ª Vara Cível de Goiânia contra o cantor Gusttavo Lima, cobrando 20 milhões de reais por uso indevido da canção, que foi lançada em 2011.

### Furto de plantação
Em janeiro de 2018, Gusttavo Lima publicou um vídeo nas redes sociais "brincando" de roubar milho de uma propriedade privada, na estrada GO-2017, em Piracanjuba: “Gente, eu não aguentei não. Deus, perdoa nós, mas achei uma plantação de milho aqui e nós vamos roubar". Agricultores criticaram o mau exemplo do cantor. "É um mau exemplo. Ele tem os CDs dele e eu não vou lá pegar alguns sem pagar, não é? Se todo mundo fizer igual, é complicado. Se ele fizer um show e estiver vendendo convites, será que eu posso pegar uns 5 ou 6 por conta própria?”, disse o produtor de soja e milho João Bonfa, da região de Maringá, no Paraná.

### Doação
Em 11 de abril de 2020, Gusttavo Lima transmitiu um show em uma live no YouTube e anunciou a doação de um cheque no valor 500 mil reais para as famílias do lixão de Aparecida de Goiânia, cidade localizada no interior de Goiás. Posteriormente, uma investigação feita pelo jornal O Dia, do Rio de Janeiro descobriu que o lixão não existe mais, com a prefeitura do local também divulgando uma nota confirmando a informação. Segundo Fábia Oliveira, a colunista do jornal que divulgou a informação, provavelmente Gusttavo Lima confundiu o local com a comunidade Terra do Sol, localizada na região do Aterro Sanitário, que é assistida pela Secretaria de Assistência Social de Aparecida e por muitas entidades filantrópicas.

### Show com verba pública
Em maio de 2022, o cantor se envolveu num escândalo de desvio de verba pública. O Ministério Público do Rio de Janeiro abriu um inquérito para apurar se houve irregularidades na contratação de Gusttavo Lima para um show em Magé, por 1 milhão de reais. A contratação chamou atenção do MP porque o cachê é nove vezes maior que o valor que a Prefeitura de Magé investiu em atividades artísticas e culturais durante o ano todo. O show estava programado para 8 de junho, mas foi cancelado depois que Folha noticiou que o cachê do cantor tinha sido pago com desvio de verba, porém, sem comprovação. O dinheiro, obtido a partir da Compensação Financeira pela Exploração Mineral, só poderia ser gasto com saúde, educação, infraestrutura e ambiente.

### Investigação por envolvimento com lavagem de dinheiro e jogos ilegais
Em setembro de 2024, durante as investigações da Operação Integration, a respeito de lavagem de dinheiro e jogos ilegais, o avião do cantor foi apreendido pela Polícia Civil de São Paulo. A aeronave passava por manutenção no aeroporto de Jundiaí, interior de São Paulo, quando foi recolhida pelos policiais. A acusação se deu porque a aeronave que transportou o sertanejo em uma viagem de retorno da Grécia também levou José André da Rocha Neto, dono da plataforma de apostas esportivas VaideBet (que tem o cantor como garoto-propaganda) em fuga ao exterior. O cantor foi apontado como um sócio oculto da empresa, mas ele nega e se diz apenas garoto-propaganda da mesma.
No dia 23 do mesmo mês, o cantor teve a prisão preventiva decretada. A decisão foi da juíza Andrea Calado da Cruz, do Tribunal de Justiça de Pernambuco, que acatou o pedido da Polícia Civil do estado e não aceitou o pedido do Ministério Público da substituição de prisões preventivas por outras medidas cautelares. A operação é a mesma em que a advogada e influenciadora digital Deolane Bezerra e o dono da Esportes da Sorte, Darwin Henrique da Silva Filho foram presos. A empresa do cantor ter recebido  a quantia de R$ 8 milhões da sportes da Sorte. 
O desembargador Eduardo Guilliod Maranhão, do Tribunal de Justiça de Pernambuco, revogou no dia 24 a prisão preventiva do cantor, e também suspendeu a apreensão do passaporte e do certificado de registro de arma de fogo, bem como de eventual porte de arma de fogo do artista. Os advogados que defendem o cantor entraram com o pedido de habeas corpus ainda na noite do dia 22. O desembargador Ricardo Paes Barreto, presidente do Tribunal de Justiça de Pernambuco, no entanto, não aceitou o pedido de urgência e encaminhou para o relator do caso, que tomou a decisão no dia 24.
Como parte da investigação da Operação Integration, o cantor teria sido indiciado por lavagem de dinheiro e organização criminosa no dia 15 de setembro. Agora, cabe ao Ministério Público decidir se denuncia ou não Gusttavo Lima à Justiça. A defesa do cantor nega irregularidades.

## Discografia

#### Álbuns de estúdio
- Gusttavo Lima (2009)
- Do Outro Lado da Moeda (2014)
- Buteco do Gusttavo Lima Vol. 2 (2017)
- O Embaixador Falando de Amor (2021)

#### Álbuns ao vivo
- Inventor dos Amores (2010)
- Gusttavo Lima e Você (2011)
- Ao Vivo em São Paulo (2012)
- Buteco do Gusttavo Lima (2015)
- 50/50 (2016)
- O Embaixador (2018)
- O Embaixador in Cariri (2019)
- Embaixador The Legacy (2020)
- Buteco In Boston (2021)
- Buteco Goiânia - Ao Vivo (2022)
- O Embaixador - 15 Anos (2023)
- Paraíso Particular (2024)

## Filmografia

### Televisão
| Ano  | Título            | Papel     | Notas                    |
| ---- | ----------------- | --------- | ------------------------ |
| 2013 | Amor à Vida       | Ele mesmo | Participação especial    |
| 2013 | Dança dos Famosos | Ele mesmo | Participante             |
| 2018 | Tamanho Família   | Ele mesmo | Episódio 6: "20 de maio" |

## Turnês
- 2010–2011: Turnê Inventor dos Amores
- 2011–2012: Turnê Gusttavo Lima e Você
- 2012: Turnê nos EUA
- 2012: Turnê na Europa
- 2014: Turnê Do Outro Lado da Moeda
- 2015–2016: Turnê Buteco do Gusttavo Lima
- 2016: Turnê nos EUA
- 2016–2017: Turnê 50/50
- 2018: Turnê Buteco do Gusttavo Lima 2
- 2018: Turnê O Embaixador

## Certificados
Até 2022, o cantor detém 66 certificados, segundo a Pro-Música Brasil:
- 17 discos de ouro
- 20 discos de platina
- 12 discos de platina duplo
- 5 discos de platina triplo
- 9 discos de diamante
- 1 disco de diamante duplo
- 2 discos de diamante triplo

## Prêmios e indicações
| Ano  | Prêmio                                     | Categoria               | Indicação                    | Resultado | Ref.   |
| ---- | ------------------------------------------ | ----------------------- | ---------------------------- | --------- | ------ |
| 2012 | Troféu Imprensa                            | Revelação do Ano        | Gusttavo Lima                | Indicado  |        |
| 2012 | Meus Prêmios Nick                          | Música do Ano           | "Balada"                     | Indicado  | [ 68 ] |
| 2012 | Prêmio Multishow de Música Brasileira      | Melhor Cantor           | Gusttavo Lima                | Indicado  | [ 69 ] |
| 2012 | Prêmio Multishow de Música Brasileira      | Música Chiclete         | "Balada"                     | Indicado  | [ 69 ] |
| 2012 | Melhores do Ano                            | Música do Ano           | "Balada"                     | Indicado  | [ 70 ] |
| 2012 | Top 40 Awards                              | Música Mais Tocada      | "Balada"                     | Venceu    | [ 71 ] |
| 2013 | Troféu Imprensa                            | Melhor Cantor           | Gusttavo Lima                | Indicado  |        |
| 2013 | Troféu Internet                            | Melhor Cantor           | Gusttavo Lima                | Venceu    |        |
| 2013 | Meus Prêmios Nick                          | Melhor Cantor           | Gusttavo Lima                | Indicado  | [ 72 ] |
| 2013 | Prêmio Multishow de Música Brasileira      | Música Chiclete         | "Gatinha Assanhada"          | Indicado  | [ 73 ] |
| 2013 | World Music Awards                         | Melhor Cantor           | Gusttavo Lima                | Indicado  |        |
| 2014 | Troféu Internet                            | Melhor Cantor           | Gusttavo Lima                | Indicado  |        |
| 2015 | Troféu Imprensa                            | Melhor Cantor           | Gusttavo Lima                | Venceu    | [ 74 ] |
| 2015 | Troféu Internet                            | Melhor Cantor           | Gusttavo Lima                | Indicado  |        |
| 2015 | Prêmio Multishow de Música Brasileira      | Melhor Cantor           | Gusttavo Lima                | Indicado  | [ 75 ] |
| 2016 | Troféu Internet                            | Melhor Cantor           | Gusttavo Lima                | Indicado  |        |
| 2017 | Prêmio Jovem Brasileiro                    | Melhor Cantor           | Gusttavo Lima                | Indicado  |        |
| 2017 | Troféu Internet                            | Melhor Cantor           | Gusttavo Lima                | Indicado  |        |
| 2017 | Prêmio Multishow de Música Brasileira      | Melhor Música           | "Homem de Família"           | Indicado  | [ 76 ] |
| 2018 | Troféu Imprensa                            | Melhor Cantor           | Gusttavo Lima                | Indicado  |        |
| 2018 | Troféu Internet                            | Melhor Cantor           | Gusttavo Lima                | Indicado  |        |
| 2018 | Prêmio Contigoǃ Online                     | Melhor Cantor           | Gusttavo Lima                | Indicado  |        |
| 2018 | Prêmio Jovem Brasileiro                    | Melhor Cantor           | Gusttavo Lima                | Indicado  |        |
| 2018 | Prêmio Jovem Brasileiro                    | Hit do Ano              | "Apelido Carinhoso"          | Indicado  |        |
| 2018 | Prêmio Multishow de Música Brasileira      | Melhor Cantor           | Gusttavo Lima                | Indicado  | [ 77 ] |
| 2018 | Melhores do Ano                            | Melhor Cantor           | Gusttavo Lima                | Indicado  | [ 78 ] |
| 2018 | Prêmio F5                                  | Melhor Cantor           | Gusttavo Lima                | Indicado  |        |
| 2019 | Troféu Imprensa                            | Melhor Cantor           | Gusttavo Lima                | Indicado  |        |
| 2019 | Troféu Internet                            | Melhor Cantor           | Gusttavo Lima                | Venceu    |        |
| 2019 | Prêmio Jovem Brasileiro                    | Melhor Cantor           | Gusttavo Lima                | Indicado  |        |
| 2019 | Prêmio Multishow de Música Brasileira      | Melhor Cantor           | Gusttavo Lima                | Indicado  | [ 79 ] |
| 2019 | Prêmio Multishow de Música Brasileira      | Melhor Show             | Gusttavo Lima                | Indicado  | [ 79 ] |
| 2019 | Melhores do Movimento Country              | Melhor Cantor           | Gusttavo Lima                | Venceu    | [ 80 ] |
| 2019 | Prêmio F5                                  | Melhor Cantor           | Gusttavo Lima                | Venceu    | [ 81 ] |
| 2019 | Prêmio Contigo! Online                     | Melhor Cantor           | Gusttavo Lima                | Indicado  | [ 82 ] |
| 2019 | Prêmio Contigo! Online                     | Música do Ano           | "Cem Mil"                    | Indicado  | [ 82 ] |
| 2020 | Troféu Internet                            | Melhor Cantor           | Gusttavo Lima                | Pendente  | [ 83 ] |
| 2020 | Prêmio Multishow de Música Brasileira 2020 | Melhor Cantor           | Gusttavo Lima                | Venceu    |        |
| 2020 | Prêmio Multishow de Música Brasileira 2020 | Melhor Música           | "A Gente Fez Amor"           | Indicado  |        |
| 2020 | Prêmio Contigo! Online                     | Melhor Cantor           | Gusttavo Lima                | Venceu    |        |
| 2020 | Prêmio Ibest                               | Melhor Canal de Música  | Gusttavo Lima                | Venceu    |        |
| 2020 | Prêmio Ibest                               | Melhor Personalidade    | Gusttavo Lima                | Venceu    |        |
| 2021 | Troféu Internet                            | Melhor Cantor           | Gusttavo Lima                | Pendente  |        |
| 2021 | Prêmio Multishow de Música Brasileira 2021 | Melhor Cantor           | Gusttavo Lima                | Pendente  | [ 84 ] |
| 2022 | Prêmio iBest                               | Personalidade da Música | Gusttavo Lima                | Venceu    | [ 85 ] |
| 2022 | Prêmio iBest                               | Influenciador Goías     | Gusttavo Lima                | Venceu    | [ 86 ] |
| 2022 | Prêmio iBest                               | Fandom Brasil           | Gusttavetes do Gusttavo Lima | TOP3      | [ 87 ] |
| 2022 | Prêmio iBest                               | Fandom de Música        | Gusttavetes do Gusttavo Lima | TOP3      | [ 88 ] |